# Mahmoud Khaldi
Mahmoud Khaldi, né le 5 décembre 1985 à Gabès, est un athlète handisport tunisien atteint de déficience visuelle.
Aux championnats du monde d'athlétisme handisport 2006 à Assen, il décroche une médaille de bronze au pentathlon P12 et deux médailles de bronze au 400 m et au 200 m T12.
Lors des Jeux paralympiques d'été de 2008 à Pékin, il obtient une médaille de bronze au pentathlon P12 et termine huitième au 400 m T12. Quatre ans plus tard, lors des Jeux paralympiques d'été de 2012 à Londres, il décroche une médaille d'or au 400 m T12 mais se fait éliminer en demi-finale du 200 m T12.